# Amphipsyche parva
Amphipsyche parva är en nattsländeart som beskrevs av Banks 1920. Amphipsyche parva ingår i släktet Amphipsyche och familjen ryssjenattsländor. Inga underarter finns listade i Catalogue of Life.